# Hormony steroidowe
Hormony steroidowe, hormony sterydowe – grupa hormonów o różnorodnych funkcjach biologicznych, których cechą wspólną jest szkielet steroidowy. Hormony steroidowe są małocząsteczkowymi związkami chemicznymi, które bez trudu przenikają przez błonę komórkową i dla których receptory znajdują się w jądrze komórek, na które oddziałują. 
Do hormonów steroidowych zalicza się także witaminę D, która jako jedyna spośród tego rodzaju hormonów nie zawiera układu steroidowego (jej prekursorami są jednak steroidy).
Za syntezę hormonów steroidowych w komórce odpowiada gładkie retikulum endoplazmatyczne. 
Istnieje kilkadziesiąt różnych hormonów steroidowych, które spełniają najrozmaitsze funkcje regulacyjne w organizmach zwierząt i organizmie człowieka. Do najbardziej znanych należą hormony płciowe męskie (androgeny), takie jak np. testosteron i żeńskie (estrogeny i gestageny), m.in. estradiol i progesteron. Są one syntezowane w jądrach lub jajnikach oraz nadnerczach.
Inne znane hormony steroidowe to: 
- kortykosteroidy – powstające w korze nadnerczy, (m.in. kortyzon – który kontroluje przemianę białek w cukry oraz aldosteron, który reguluje metabolizm jonów sodu i potasu)
- ekdyzon – hormon produkowany przez owady, który stymuluje ich przepoczwarzanie się.

Produkcja poszczególnych hormonów steroidowych znajduje się pod kontrolą specyficznych hormonów nadrzędnych:
- aldosteron ← angiotensyna II/III
- hormony płciowe ← LH/FSH
- kortyzol, DHEA ← ACTH.